# Varessaaret (ö i Lappland)
Varessaaret är en ö i Finland. Den ligger i sjön Ala-Suolijärvi och Oivanjärvi och i kommunen Posio i den ekonomiska regionen  Östra Lapplands ekonomiska region  och landskapet Lappland, i den norra delen av landet, 700 km norr om huvudstaden Helsingfors. Öns area är 0,8 hektar och dess största längd är 170 meter i sydväst-nordöstlig riktning.  Notera att namnet antyder att det är fråga om flera öar.